# Bikovo (Subotica)
Pour les articles homonymes, voir Bikovo.
Bikovo (en serbe cyrillique : Биково ; en croate : Bikovo ; en hongrois : Békova) est une localité de Serbie située dans la province autonome de Voïvodine et sur le territoire de la ville de Subotica, district de Bačka septentrionale. Au recensement de 2011, elle comptait 1 482 habitants.
Bikovo est officiellement classé parmi les villages de Serbie.

## Démographie

### Évolution historique de la population
| 1948  | 1953  | 1961  | 1971  | 1981  | 1991  | 2002  | 2011  |
| ----- | ----- | ----- | ----- | ----- | ----- | ----- | ----- |
| 3 175 | 3 416 | 3 236 | 2 786 | 2 203 | 1 942 | 1 824 | 1 482 |

|  |

## Transport
- Route nationale 22 (Serbie)